# プラエトル
プラエトル（ラテン語: Praetor）は、古代ローマの政務官職の一つ。日本語では法務官と訳される。共和政ローマではコンスルに次ぐ公職で、インペリウム（命令権）を保有し、主に司法を担当した。

## 概要
その成立については諸説あるが、ローマ社会を統率する者が「コンスル」と呼ばれる以前の呼称として「プラエトル」が使われていたといわれる。ティトゥス・リウィウスは、プラエトルが最初から裁判を担当するために作られたとしているが、学者の間では信じられておらず、通説の一つでは、共和政初期には軍を指揮する最高政務官は3人のプラエトルで、そのうちの2人がコンスルとなり、1人がプラエトルとして残ったというもので、もしそうであれば元々軍事的意味合いが強かったことになる。
紀元前367年、プレプス（平民）もコンスルに就任出来るようにする代わりに、パトリキ（伝統的貴族）の就任する政務官として、ローマ市で裁判を担当するプラエトル・ウルバヌス（首都法務官）が作られ、更に第一次ポエニ戦争の末期、プラエトル・ペレグリヌス（外国人係法務官）が増やされ、これは古代の史料では外国人による訴訟に対応するためとされるが、通説ではインペリウムを保有できる政務官を増やすためと理解されており、実際に外国人の訴訟を裁いたのは紀元前2世紀以降とされる。
紀元前336年、クィントゥス・プブリリウス・ピロが初めてプレプス出身プラエトルとなっている。
紀元前228年には4名に増員され（シチリア・サルディーニャ担当増員）、紀元前197年には6名（遠近ヒスパニア担当増員）と、ローマが属州を獲得するたびに増員され、首都の2名以外はインペリウム保有者として属州総督の任にあたった。
ルキウス・コルネリウス・スッラがローマを掌握して改革を実施した際、プラエトルを8人に増員、性質も変化し、全員が首都に置かれて司法を担当することとなった。